# Messor semoni
Messor semoni är en myrart som först beskrevs av Auguste-Henri Forel 1906.  Messor semoni ingår i släktet Messor och familjen myror. Inga underarter finns listade i Catalogue of Life.